# Camutla
Camutla är en ort i Mexiko.   Den ligger i kommunen Cutzamala de Pinzón och delstaten Guerrero, i den södra delen av landet, 170 km sydväst om huvudstaden Mexico City. Camutla ligger 372 meter över havet och antalet invånare är 209.
Terrängen runt Camutla är varierad. Runt Camutla är det ganska tätbefolkat, med 60 invånare per kvadratkilometer. Närmaste större samhälle är El Salitre, 11,7 km söder om Camutla. I omgivningarna runt Camutla växer huvudsakligen savannskog.